# Högvalta
Högvalta är en småort i Arvika kommun, som är belägen i Arvika landsdistrikt cirka 5 km nord-nordväst om centralorten Arvikas centrum.
Högvalta var tingsplats för Jösse härad innan tingshuset byggdes i Arvika och tingsplatsen flyttades dit.
Från Högvalta kommer bland annat Karl Erik Eriksson, före detta riksdagsman för Folkpartiet liberalerna, 2:e vice talman i riksdagen och rikskänd auktionist.
Från detta Högvalta kommer mest troligt också "Högvaltadrängen" som omnämns i Gustaf Frödings "Det var dans borti vägen".